# IC 1690
IC 1690 ist eine linsenförmige Galaxie vom Hubble-Typ S0 im Sternbild Fische auf der Ekliptik. Sie ist schätzungsweise 214 Millionen Lichtjahre von der Milchstraße entfernt und hat einen Durchmesser von etwa 30.000 Lj.
Im selben Himmelsareal befinden sich u. a. die Galaxien NGC 504, NGC 507, IC 1688, IC 1689.
Das Objekt wurde am 30. November 1899 von Stéphane Javelle entdeckt.